# Geografie Česka

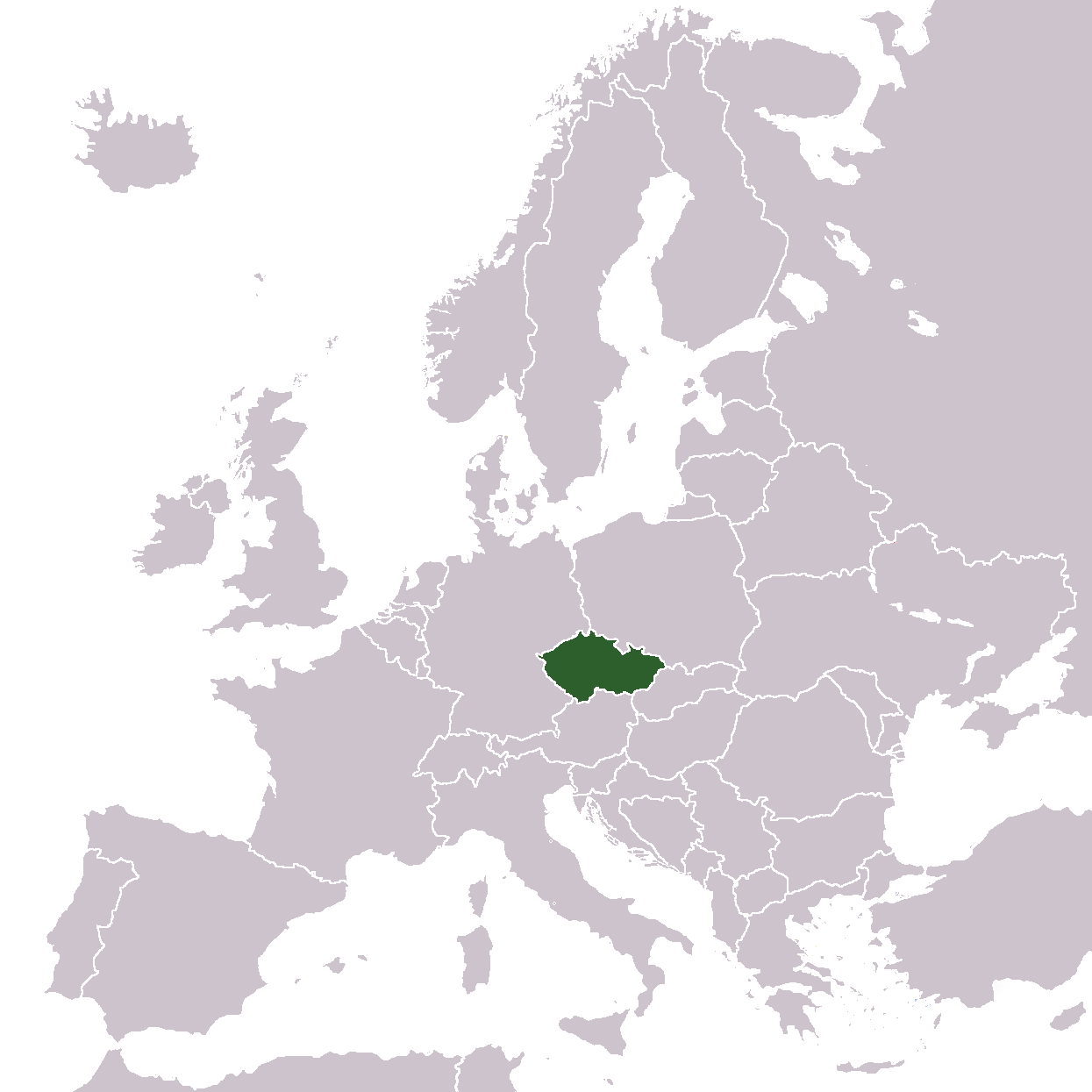
Poloha Česka v Evropě.

Tento článek popisuje geografické poměry v Česku.

## Poloha a rozloha

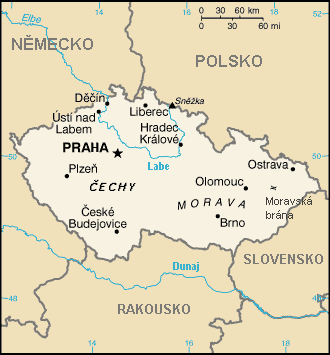
Mapa Česka

Česko je vnitrozemský stát, nacházející se ve střední Evropě na severní a východní polokouli. Úhlovou vzdálenost mezi nejvýchodnějším a nejzápadnějším bodem 6° 46′ 07″ urazí Slunce při své zdánlivé pouti kolem Země za 27 minut.

### Krajní body
- Nejsevernější bod: 51° 03′ 20,53724″ severní šířky (Lobendava)
- Nejjižnější bod: 48° 33′ 06,50807″ severní šířky (Vyšší Brod)
- Nejzápadnější bod: 12° 05′ 26,92179″ východní délky (Krásná)
- Nejvýchodnější bod: 18° 51´ 33.31399" východní délky (Bukovec)
- Geografický střed (těžiště): 49°44′38″ s. š., 15°20′19″ v. d. (Číhošť)
- Nejvzdálenější bod od státní hranice (104,15 km): 49°50′10″ s. š., 14°18′18″ v. d. (Senešnice)
- Vzdálenost nejsevernějšího a nejjižnějšího místa: 278 km
- Vzdálenost nejzápadnějšího a nejvýchodnějšího místa: 493 km (největší vzdušná vzdálenost)
- Nejkratší vzdálenost od moře: 326 km (Šluknov – Štětínský záliv Baltského moře)

### Výběžky
Ašský, šluknovský (též rumburský), frýdlantský, broumovský, javornický (též vidnavský popř. jesenický), osoblažský, břeclavský (též Dyjský trojúhelník nebo lanžhotský výběžek).

### Rozloha
Rozloha Česka činí 78 886 km2. Velikostí území se Česko řadí na 21. místo v Evropě a 115. místo ve světě.

### Státní hranice
Česko má společné hranice se 4 státy (viz mapku): Německo (818,9 km), Polsko (795,7 km), Rakousko (460,3 km) a Slovensko (251,7 km). Celková délka hranice je 2326,8 km.

## Povrch (reliéf)

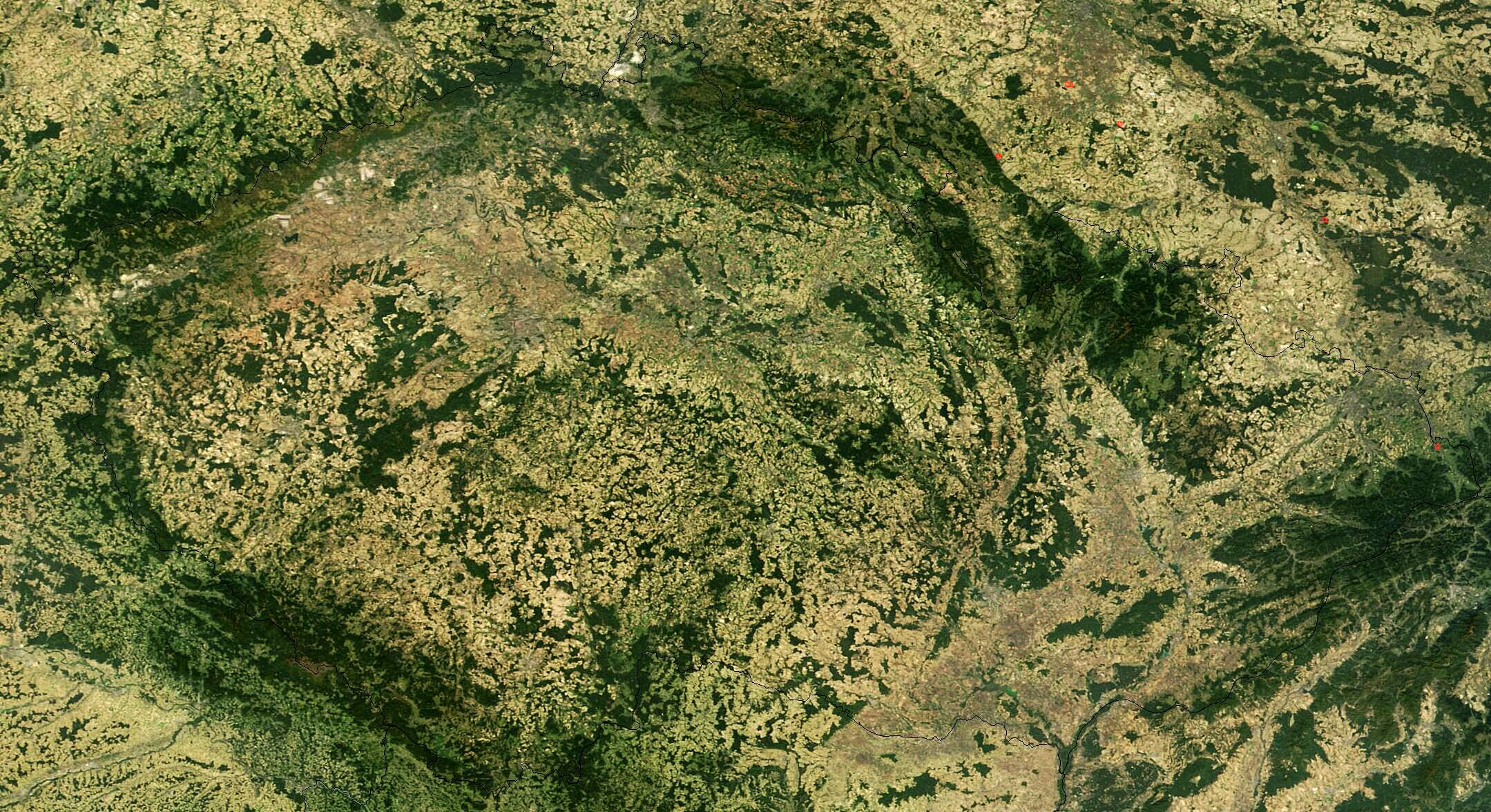
Satelitní snímek Česka

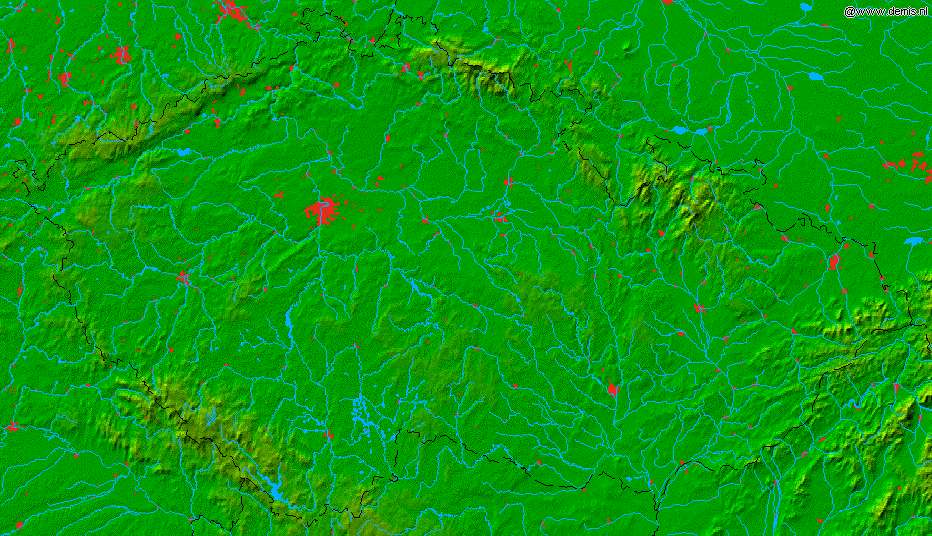
Topografie Česka

Topografie Česka

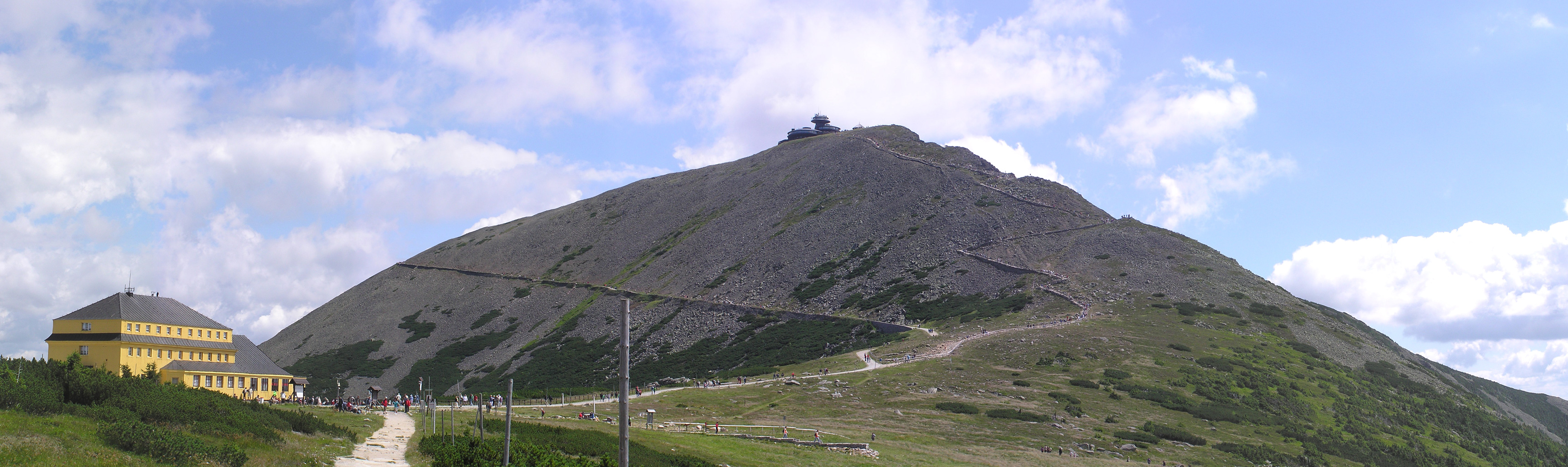
Sněžka, nejvyšší hora Česka

Povrch Česka má převažující ráz pahorkatin a vrchovin. 67 % území leží v nadmořské výšce do 500 m, 32 % v rozmezí 500–1000 m a asi 1 % nad 1000 m.
- Nejvýše položené místo: Sněžka (1603 m n. m.; Krkonoše, na státní hranici s Polskem); nejvýše položený pevný bod je na vrcholu vysílače na Pradědu (1637,5 m n. m.; Hrubý Jeseník).
- Nejníže položené místo (na povrchu): lom Bílina (20 m n. m., uměle vyhloubeno); přirozeně nejníže položené místo je Hřensko (115 m n. m.; hladina Labe na státní hranici s Německem).
  - Střední nadmořská výška celé ČR: 430 m n. m.
  - Střední nadmořská výška v Čechách: 465 m n. m.
  - Střední nadmořská výška na Moravě se Slezskem: 416 m n. m.

### Výšková členitost
Roviny (výšková členitost 0–30 m) se nacházejí převážně v nejnižších oblastech podél velkých řek (Labe, Morava). Spolu s pánvemi, kotlinami a brázdami tvoří asi 20 % území.
- Největší rovina: Polabí (podél středního toku Labe a jeho přítoků; není samostatnou geomorfologickou jednotkou).

Sníženiny (převážně ploché oblasti, položené níže oproti svému okolí – pánve, kotlin, brázdy, brány) vznikly v místech tektonických poklesů nebo odnosem méně odolných vrstev hornin.
- Nejrozsáhlejší pánev: Třeboňská pánev (1360 km2).

Pahorkatiny (výšková členitost 30–150 m) tvoří největší část území Česka (asi 2/5 území, 39 %). Nacházejí se převážně v nadmořských výškách 300–600 m, místy dosahují až 700 m n. m.
- Nejrozsáhlejší pahorkatina: Středočeská pahorkatina (6328 km2; nejvyšší bod: Drkolná 729 m n. m.).

Vrchoviny (výšková členitost 150–300 m) tvoří asi 1/3 území (30 %) a rozprostírají se většinou v nadmořských výškách 600–900 m, nejčastěji v oblastech tektonických zdvihů.
- Nejrozsáhlejší vrchovina: Českomoravská vrchovina (11 742 km2; nejvyšší bod: Javořice 837 m n. m.).

Hornatiny (výšková členitost 300–600 m) tvoří nejvyšší oblasti Česka, zpravidla nad 900 m n. m., 11 % území. Jedná se především o okrajová pohoří Českého masivu (kerného původu) a pás Západních Karpat při hranicích se Slovenskem. Ráz hornatin mají i vnitřní sopečná pohoří České středohoří a Doupovské hory.
- Nejrozsáhlejší hornatina: Šumavská hornatina (4959 km2; nejvyšší bod v Česku: Plechý 1378 m n. m.).
- Nejvyšší hornatina: Krkonoše (rozloha v Česku: 454 km2; nejvyšší bod: Sněžka 1603 m n. m.).

### Geomorfologické členění

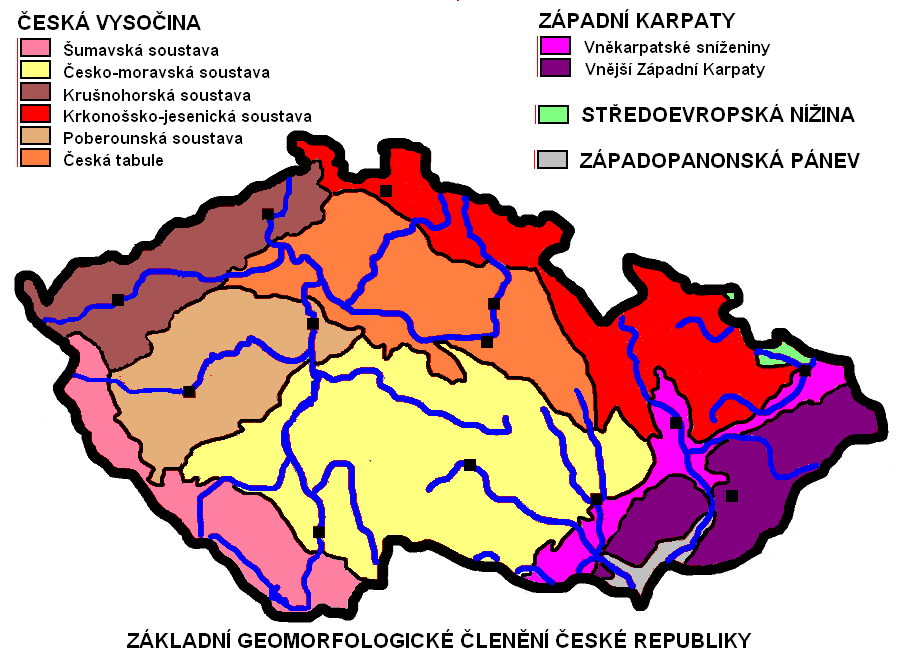
Základní geomorfologické členění Česka

Území Česka náleží ke dvěma geomorfologickým systémům. Převážnou část území tvoří Česká vysočina, náležející k Hercynskému systému. Vnější Západní Karpaty a Vněkarpatské sníženiny na východě území patří k Alpsko-himálajskému systému.

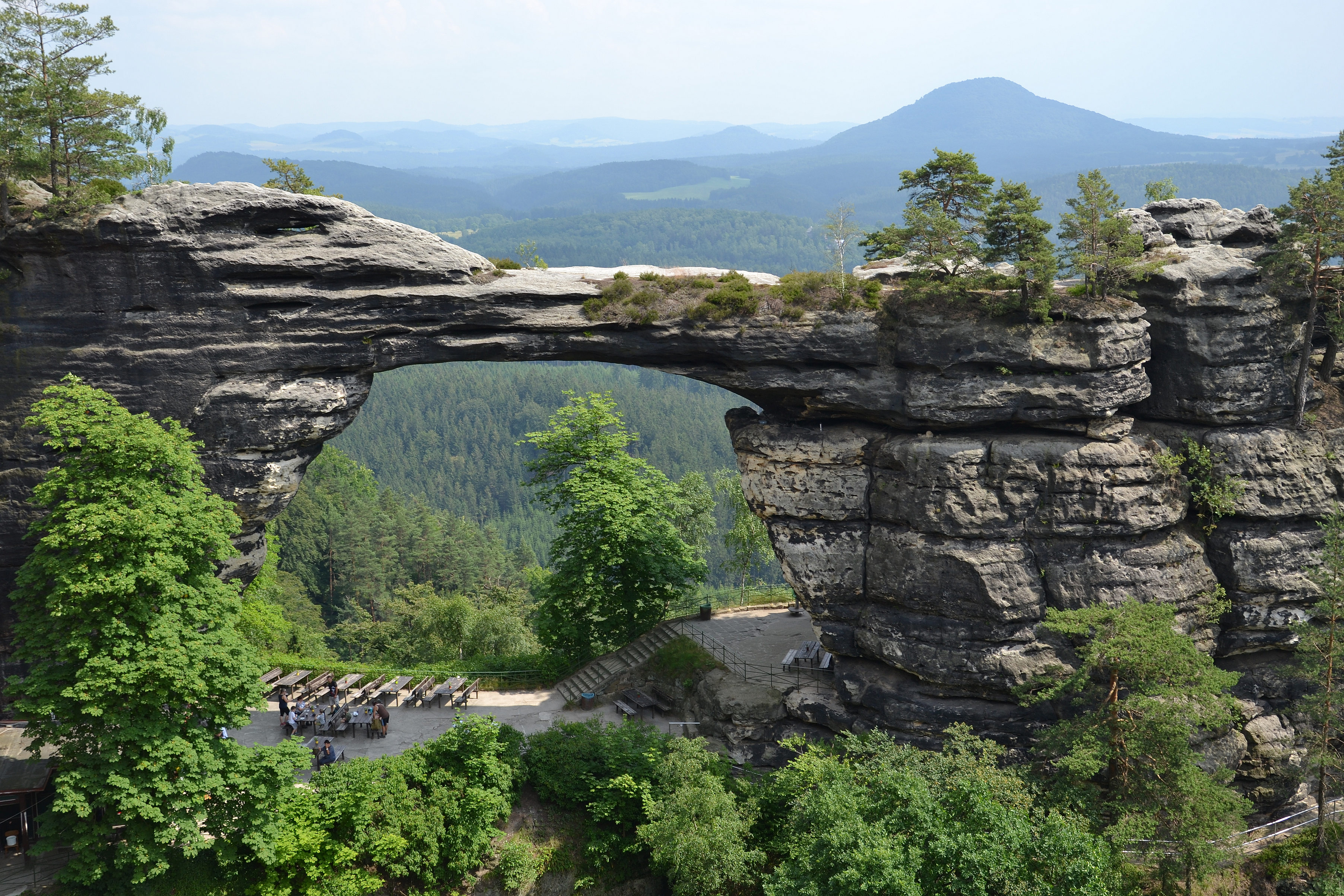
Pravčická brána, největší pískovcový most v Evropě

### Zvláštní typy reliéfu
Specifické horninové složení často podmiňuje vznik určitých tvarů zemského povrchu. V pískovcích např. erozí vznikají bizarní skalní útvary, které často vytvářejí tzv. skalní města, která najdeme především v oblasti severních a severovýchodních Čech. Ve vápencích se vlivem oxidu uhličitého rozpuštěného ve vodě vytvářejí krasové jevy (jeskyně, propasti apod.). Kromě krasových jeskyní existují i jeskyně nekrasové (jiného původu) a ledové.
- Největší skalní město: Adršpašsko-teplické skály (17,72 km2).
- Největší skalní most: Pravčická brána (délka oblouku u dna 26,5 m, výška 16 m, šířka 7–8 m, minimální tloušťka 3 m; Labské pískovce) – největší pískovcový most v Evropě.
- Nejhlubší propast: Hranická propast (473,5 m – největší zatím potvrzená hloubka včetně zaplavené části; 69,5 m – hloubka k hladině jezírka); Macocha (138,5 m – hloubka nezaplavené části, největší v Česku; 187,6 m – celková známá hloubka včetně zaplavené části).
- Nejdelší jeskynní systém: Amatérská jeskyně (34,9 km; Moravský kras).
- Největší podzemní dóm: Obří dóm (půdorys 70 x 30 m, výška 60 m; Moravský kras).
- Nejdelší podzemní vodní tok: Punkva (více než 10 km; Moravský kras).
- Největší krasové území: Moravský kras (89 km2).

## Geologická stavba
Převážná část území náleží ke geologicky stabilnímu Českému masivu, vyzdviženému hercynským vrásněním v období devonu a karbonu (v prvohorách). Oblast Západních Karpat na východě území je mladší a byla vyzdvižena alpínským vrásněním v období třetihor.
Pohraniční pohoří jsou většinou kerného původu, vznikla v období třetihor vyzdvižením ker zemské kůry podél tektonických zlomů. Sopečný původ mají České středohoří a Doupovské hory, dále pak jednotlivé kupy v Českém masivu (např. Říp, Trosky, Kunětická hora).

### Horninové složení (petrologie)
Z hornin v Česku převládají následující:
- vyvřelé: žula, čedič, znělec;
- usazené: pískovec, vápenec, břidlice;
- přeměněné: rula, svor, fylit.

Žuly jsou převládající hlubinné vyvřeliny, které tvoří základ Českého masivu (Českomoravská vrchovina, Šumava, Český les, Smrčiny, Krušné hory, Krkonoše, Železné hory). Čedič jako výlevná vyvřelina je základem sopečných pohoří (České středohoří, Doupovské hory) a jednotlivých kup (Trosky). Další výlevnou vyvřelinou je znělec, který tvoří některé kopce, např. Bezděz, Jedlovou, Kunětickou horu, Milešovku aj.
Pískovec je zpevněná usazenina, která se vyskytuje především na severu a severovýchodě Čech. Tvoří četná skalní města. Vápence jsou usazeniny, které tvoří krasové oblasti (Český kras, Moravský kras), kde najdeme nejvíce jeskyní, propastí a podzemních jezer. Břidlice je zpevněná usazenina, rozšířená zejména v západních a jihozápadních Čechách.
Rula je přeměněná hornina, která tvoří rozsáhlá tělesa především v oblasti Českomoravské vrchoviny, Šumavy a Orlických hor. Svor najdeme především na Šumavě, v Krkonoších a v Hrubém Jeseníku. Fylit je rozšířený hlavně v západních Čechách, v okolí Železného Brodu a na severní Moravě.

## Vodstvo

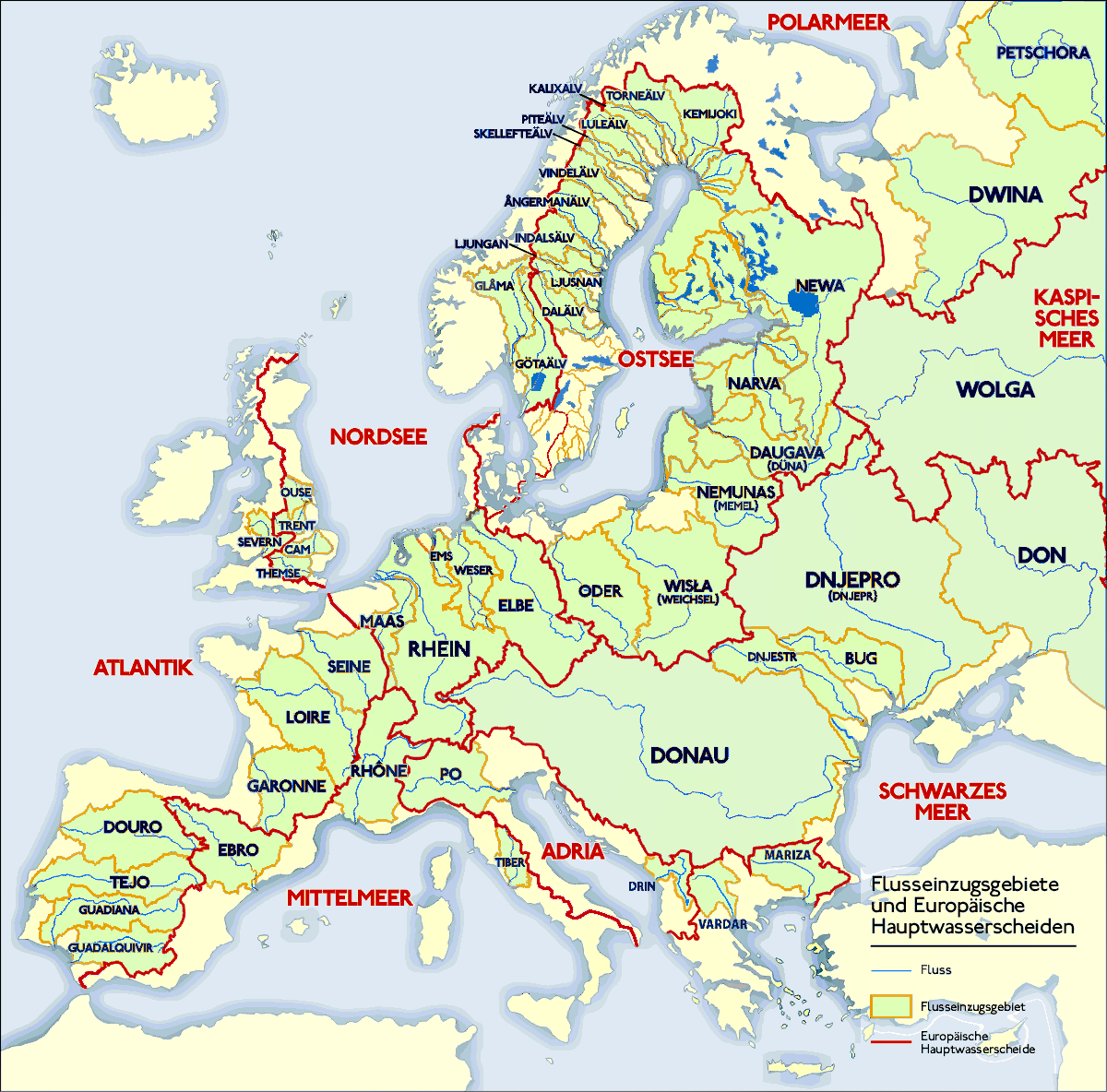
Mapka hlavních evropských povodí

Území Česka leží na hlavním evropském rozvodí, což znamená, že většina řek zde má své prameny a odvádí vodu do zahraničí, zatímco z okolních zemí přitéká jen malé množství. Celostátní dlouhodobý roční průměr srážek, které jsou hlavním zdrojem vody, je 693 mm. Řekami odtéká asi 1/3 z tohoto množství. Území je odvodňováno do 3 okrajových moří Atlantského oceánu:
- Labe odvodňuje 63,3 % území do Severního moře. K povodí Labe náleží většina území Čech. Hlavním přítokem Labe je Vltava.
- 27,3 % území je odvodňováno Dunajem (neprotéká územím Česka) do Černého moře. Řeka Morava (s hlavním přítokem Dyjí) odvádí vodu do Dunaje z většiny území Moravy. K povodí Dunaje rovněž náleží příhraniční oblasti v Šumavské hornatině na jihozápadě Čech.
- K povodí Odry, která odtéká do Baltského moře, náleží 9,3 % území, a to zejména ve Slezsku a na severní Moravě, dále pak menší území na severu a severovýchodě Čech (Liberecko, Broumovsko).

### Vodní toky
České řeky jsou napájeny především dešťovými srážkami a na jaře táním sněhu. Nejvyšší průtok je dosahován především v jarních měsících (březen, duben), nejnižší od srpna do zimních měsíců. Vysoké vodní stavy mohou nastat i během prudkých a dlouhotrvajících dešťů v létě. K záplavám často tedy dochází během jarního tání a v létě (např. červenec 1997, srpen 2002).
- Nejdelší řeka: Vltava (433 km); nejdelší říční úsek na území Česka je Vltava–Labe (541 km).
- Největší průměrný průtok: Labe (312,5 m3/s, Hřensko).
- Největší celkový spád: Malé Labe–Labe (cca 950 m / 24 km).
- Největší plocha povodí: 49 933 km2 (Labe; na území Česka).

### Vodopády
Nejvyšší vodopády se nacházejí v Krkonoších na hraně hlubokých ledovcových údolí. Na ostatním území se nacházejí nižší vodopády v místech, kde odolnější vrstva hornin vytváří hranu.
- Nejvyšší vodopád: Pančavský vodopád (148 m; Krkonoše)

### Vodní plochy

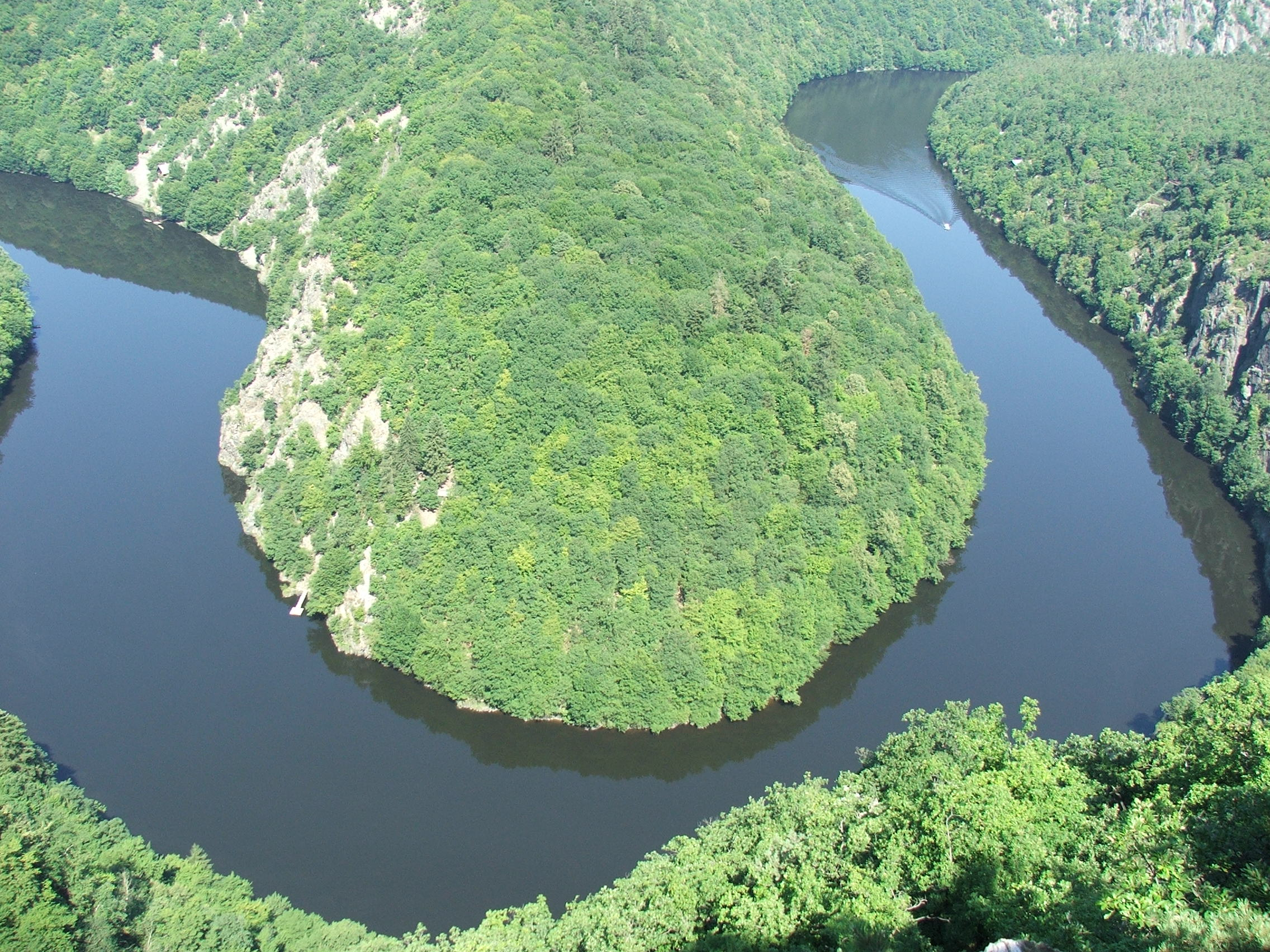
Štěchovická přehrada na Vltavě

Přirozených vodních ploch je v Česku relativně málo. Většinu vodních ploch tvoří umělé vodní nádrže, vytvořené člověkem.
Údolní nádrže byly budovány hlavně v průběhu 20. století. Přehrazením vodních toků vznikla v zaplavených údolích velká umělá jezera, která se využívají pro vodohospodářské účely (ochrana před povodněmi, úprava průtoku v řekách apod.), zásobování obyvatelstva, průmyslu a zemědělství vodou, výrobu elektrické energie nebo rekreační účely. Nejvíce vodních nádrží se nachází na Vltavě (tzv. Vltavská kaskáda).
- Největší vodní plocha: Lipno I (4870 ha; Vltava).
- Největší objem zadržované vody: Orlík (716,0 mil. m³; Vltava).
- Nejdelší vzdutí: Orlík (68 km; Vltava).
- Nejhlubší vodní nádrž: Dalešice (84 m; Jihlava).
- Nejvyšší hráz: Dalešice (100 m; Jihlava).
- Nejdelší hráz: Nechranice (3280 m; Ohře).
- Největší vodárenská nádrž: Švihov (1670 ha; Želivka)

Rybníky byly budovány od 12. století zejména za účelem chovu ryb, později i jako zdroj vody pro pohon mlýnů a hamrů. Největší soustava rybníků se nachází v Třeboňské pánvi a je napájena Lužnicí a jejími přítoky.
- Rybník s největší plochou: Rožmberk (489 ha).
- Rybník s největším objemem: Staňkovský rybník (6,6 mil. m³).

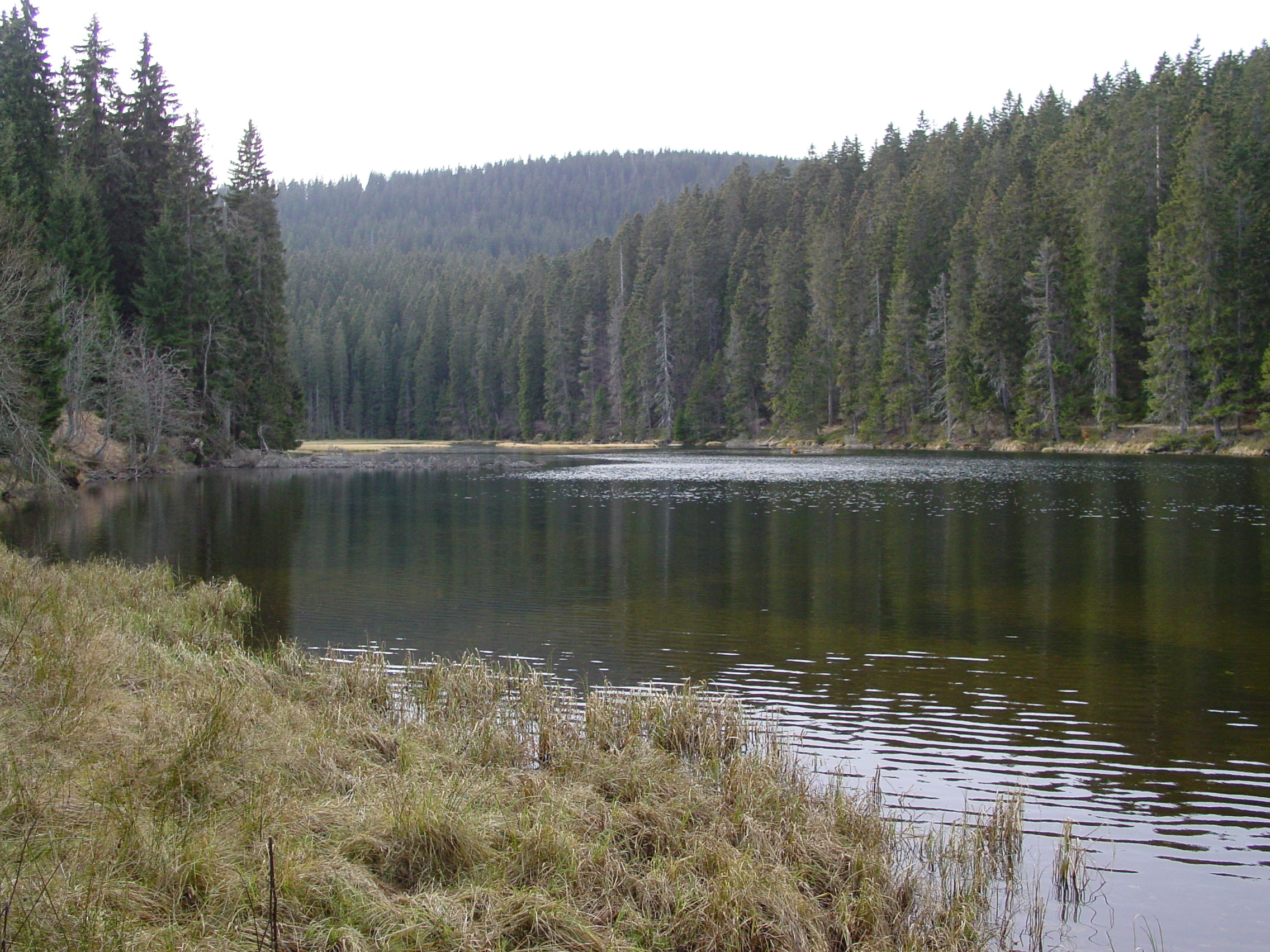
Nejvýše položené jezero Laka

Přirozených jezer je v Česku málo a mají poměrně malou rozlohu. Nejčastěji jsou ledovcová, říční, krasová a rašelinná. Odlezelské jezero vzniklo v důsledku sesuvu půdy po velkých deštích v roce 1872.
- Největší jezero: Černé jezero (18,4 ha; Šumava).
- Nejhlubší jezero: jezírko v Hranické propasti (220 m je zatím největší změřená hloubka, maximální hloubka dosud není známa).
- Nejvýše položené jezero: Laka (1096 m n. m.; Šumava).

### Podzemní vody
Převážná část podzemních vod je tzv. vadózní, tj. dostává se pod povrch vsakováním srážkových vod. Jen velmi malé množství má původ v hlubinách zemského nitra (juvenilní voda). Z tohoto důvodu je podzemní voda silně ohrožena znečištěním životního prostředí na povrchu, přičemž následky znečištění se mohou vzhledem k pomalému koloběhu podzemní vody projevit s odstupem mnoha let a mohou ohrozit zásoby pitné vody i pro příští generace.
Nejbohatší zdroje podzemní vody se nacházejí v propustných usazeninách České tabule, Chebské, Českobudějovické a Třeboňské pánve a také v údolích velkých řek (např. Morava). V Česku je zřízeno 18 chráněných oblastí přirozené akumulace vod o celkové výměře 18 000 km2. Okolo vodních zdrojů jsou zřízena 3 ochranná pásma, přičemž v prvních dvou pásmech platí zákaz hnojení a užívání chemických látek v zemědělství.
- Nejvydatnější pramen prosté podzemní vody: Mělnická Vrutice (140 l/s).

Prameny minerálních vod se hojně vyskytují v oblastech tektonických zlomů a v místech dohasínající sopečné činnosti z období třetihor. Nejvýznamnější oblasti výskytu minerálních vod, spojené s lázeňstvím, se nacházejí v severozápadních Čechách (Karlovy Vary, Mariánské Lázně, Františkovy Lázně, Teplice, Bílina), ve středních Čechách (Poděbrady, Sadská), v Jeseníkách (Karlova Studánka, Velké Losiny), ale i v dalších oblastech (Teplice nad Bečvou, Luhačovice).
- Nejteplejší a nejvydatnější minerální pramen: Vřídlo (73 °C, 1800 l/min, Karlovy Vary).
- Nejvíce radioaktivní minerální prameny: Jáchymov.

## Počasí a klima

Klimatické oblasti Česka podle Köppenovy klasifikace

Podnebí v Česku je mírné a přechodné mezi oceánickým a kontinentálním. Vzhledem k převládajícímu západnímu proudění vzduchu a poloze vůči Atlantskému oceánu stoupá směrem od západu k východu kontinentální charakter podnebí. Vzhledem k relativně malé rozloze území však rozdíly mezi východem a západem a mezi severem a jihem jsou malé. Místní charakter počasí a podnebí mnohem více ovlivňuje výšková členitost a nadmořská výška. Charakteristickým znakem klimatu je výrazně vyvinuté pravidelné střídání 4 ročních období.
Největrnějším místem (průměrně 280 dní v roce vane silný vítr, 7 dní je bezvětří) a zároveň místem s největším výskytem bouřek (až 35 za rok) je Milešovka v Českém středohoří.
Roční délka slunečního svitu (tj. celková doba, kdy dopadá sluneční záření na zemský povrch bez zakrytí oblačností) je průměrně 1400 až 1800 hodin, v nížinách až 2000 hodin. Závisí na ročním období a oblačnosti. V nížinách bývá oblačnost (poměr pokrytí oblohy oblaky) nejvyšší v listopadu a prosinci, nejnižší v září a v srpnu. Na horách naopak bývá v zimě nižší než v létě.
Nejdelší souvislá řada prováděných meteorologických měření je v Klementinu v Praze od roku 1775.

### Teplota vzduchu
Průměrná roční teplota vzduchu v Česku se zpravidla pohybuje v rozmezí 5,5 až 9 °C, přičemž nejteplejší oblasti jsou nížiny, nejchladnější jsou horské oblasti. Teplota vzduchu obecně klesá se vzrůstající nadmořskou výškou – průměrně asi o 0,6 °C na 100 m), Morava je obecně teplejší než Čechy. Nejchladnějším měsícem v roce bývá leden, někdy též prosinec nebo únor (průměrná teplota: Praha −0,5 °C, Praděd −7,4 °C), nejteplejším bývá červenec, někdy též srpen (průměrná teplota: 8,2 °C Sněžka – srpen, 19,8 °C Hodonín).
- Nejnižší průměrná roční teplota: 0,2 °C (Sněžka).
- Nejvyšší průměrná roční teplota: 9,5 °C (Hodonín), 9,4 °C (Praha).[zdroj?]
- Nejvyšší naměřená teplota: 40,4 °C (Dobřichovice, 20. 8. 2012).[2][3]
- Nejnižší naměřená teplota: −42,2 °C (Litvínovice u Českých Budějovic, 11. 2. 1929 – únor 1929 byl na většině území nejchladnějším měsícem 20. století).

Rekordní ochlazení (ve 20. století) během 24 hodin bylo zaznamenáno na přelomu let 1978 a 1979 (31. prosinec 1978/1. leden 1979), kdy např. v Městci Králové činil teplotní rozdíl 34 °C.

### Srážky
Množství srážek stoupá s nadmořskou výškou, je však ovlivňováno i polohou místa vzhledem horským hřbetům. Srážky přináší především vlhké proudění oceánského vzduchu ze západních směrů (západní, severozápadní, jihozápadní), proto jsou místa ležící na závětrné straně hor podstatně sušší (např. tzv. srážkový stín Krušných hor – Žatecko, Rakovnicko, Kladensko, Dolní Poohří) než návětrné svahy pohoří (Bílý Potok v Jizerských horách, Lysá hora v Moravskoslezských Beskydech). Nejvíce srážek v roce obvykle připadá na červen nebo červenec, nejméně srážek pak na leden nebo únor. Rovnoměrnější rozložení srážek během roku je ve vyšších polohách. S nadmořskou výškou stoupá podíl sněhových srážek (asi 1/4 v nížinách, více než polovina nad 1000 m n. m.).
Průměrná relativní vlhkost vzduchu se pohybuje v rozmezí 60–80 %.
- Nejvyšší průměrný roční úhrn srážek (nejdeštivější místo): Bílý Potok (1705 mm), ve Slezsku Lysá hora (1532 mm).
- Nejnižší průměrný roční úhrn srážek (nejsušší místo): Libědice (410 mm; okres Chomutov).
- Nejvyšší naměřené denní srážky: 386 mm za 24 hodin (Loučná nad Desnou – Švýcárna, 14. září 2024; Jeseníky) – vydatné srážky způsobily rozsáhlé povodně na severní Moravě a ve Slezsku.[5]
- Nejvyšší naměřený měsíční úhrn srážek: 811,5 mm (Lysá hora, červenec 1997 – vydatné srážky způsobily rozsáhlé povodně na Moravě a ve Slezsku).
- Nejvyšší naměřený roční úhrn srážek: 2202 mm (Kořenov-Jizerka, 1926; Jizerské hory).
- Nejnižší naměřený roční úhrn srážek: 247 mm (Velké Přítočno, 1933, okres Kladno, a Skryje, 1959, okres Rakovník).
- Nejvíce dnů se sněhovou pokrývkou: průměrně 186 dnů (Sněžka).
- Nejvyšší naměřená sněhová pokrývka: 491 cm (Lysá hora, 1911).

## Ochrana přírody
Krajina v Česku byla lidskou činností v průběhu staletí výrazně změněna, na mnoha místech i značně poškozena (např. těžbou surovin, průmyslovou a zemědělskou činností atd.). V současnosti existují zákony na ochranu životního prostředí, které platí všeobecně. Kromě toho se zvýšená ochrana a péče věnuje ekologicky cenným lokalitám, relativně málo poškozeným lidskou činností.
Na území Česka se nacházejí zvláště chráněná území o celkové rozloze 11 924,4 km2 (1999), což představuje 15,1 % území. Podle velikosti se dělí na:
- velkoplošná – národní parky (4, celková rozloha 1182,3 km2) a chráněné krajinné oblasti (24, celková rozloha 10 336,4 km2). Slouží k ochraně krajiny málo narušené zásahy člověka, se zachovalými zbytky původní přírodní krajiny;
- maloplošná – 1971 chráněných území o celkové rozloze 886,7 km2 ve 4 kategoriích: národní přírodní rezervace, národní přírodní památka, přírodní rezervace a přírodní památka. Slouží k ochraně zvláště cenných lokalit a mohou být zřizována i v rámci velkoplošných chráněných území.

Kromě zvláště chráněných území se vyhlašují také přírodní parky a památné stromy, které vytvářejí významné krajinné prvky. Chráněné jsou i vzácné druhy rostlin a živočichů, které se dělí do 3 kategorií: druhy ohrožené, silně ohrožené a kriticky ohrožené.
Největší národní park v Česku je Národní park Šumava (683,3 km2). Největší chráněná krajinná oblast v Česku je Beskydy (1197 km2). Nejstarší chráněné území v Česku je od roku 1838 Žofínský prales a zároveň to je nejstarší přírodní rezervace v Evropě. Nejstarší chráněná krajinná oblast v Česku je od roku 1955 Český ráj. Nejstarší národní park v Česku je od roku 1963 Krkonošský národní park.

## Rostlinstvo
Území Česka náleží ke středoevropské oblasti, která je křižovatkou proudů šíření rostlinných druhů, z čehož plyne velká druhová rozmanitost. Vzhledem k velké členitosti reliéfu se zde setkáváme s různorodými biotopy s relativně malou rozlohou. Asi 20 % rostlinných druhů je v české krajině nepůvodních, zavlečených člověkem.

### Fytogeografické členění
Botanicky se území Česka člení do 3 fytogeografických oblastí, které zahrnují 99 fytogeografických okresů:
- Termofytikum je charakteristické výskytem převážně teplomilné květeny.
- Mezofytikum představuje přechod mezi teplomilnými a chladnomilnými rostlinnými druhy a zabírá největší část území Česka.
- Oreofytikum tvoří horské oblasti s převládající chladomilnou květenou.

### Lesy
Lesy v současné době pokrývají asi 1/3 území Česka cca 25 000 km2. V minulosti byly značně změněny lesnickou činností. Na území Česka proto dnes téměř nenajdeme původní lesy. V druhové skladbě lesa převažují uměle vysázené smrkové monokultury.
Druhová skladba českých lesů je následující: smrk (55 %), borovice (18 %), dub (6 %), buk (5 %), modřín (3 %), bříza (3 %), olše (1 %), ostatní dřeviny (9 %).

## Obyvatelstvo
- Počet obyvatel: 10 501 197 (77. na světě, 30. září 2009)[6]
- Hustota zalidnění: 131/km² (77. na světě)

### Národnostní složení
Převážná většina obyvatelstva (90,42 %) se hlásí k české národnosti. Dále je zde zastoupena národnost moravská (3,72 %), slovenská (1,89 %), polská (0,51 %), německá (0,38 %), ukrajinská (0,22 %), vietnamská (0,17 %), slezská (0,11 %), romská (0,11 %) a další (2,47 %). (Stav v roce 2002)

### Jazyk

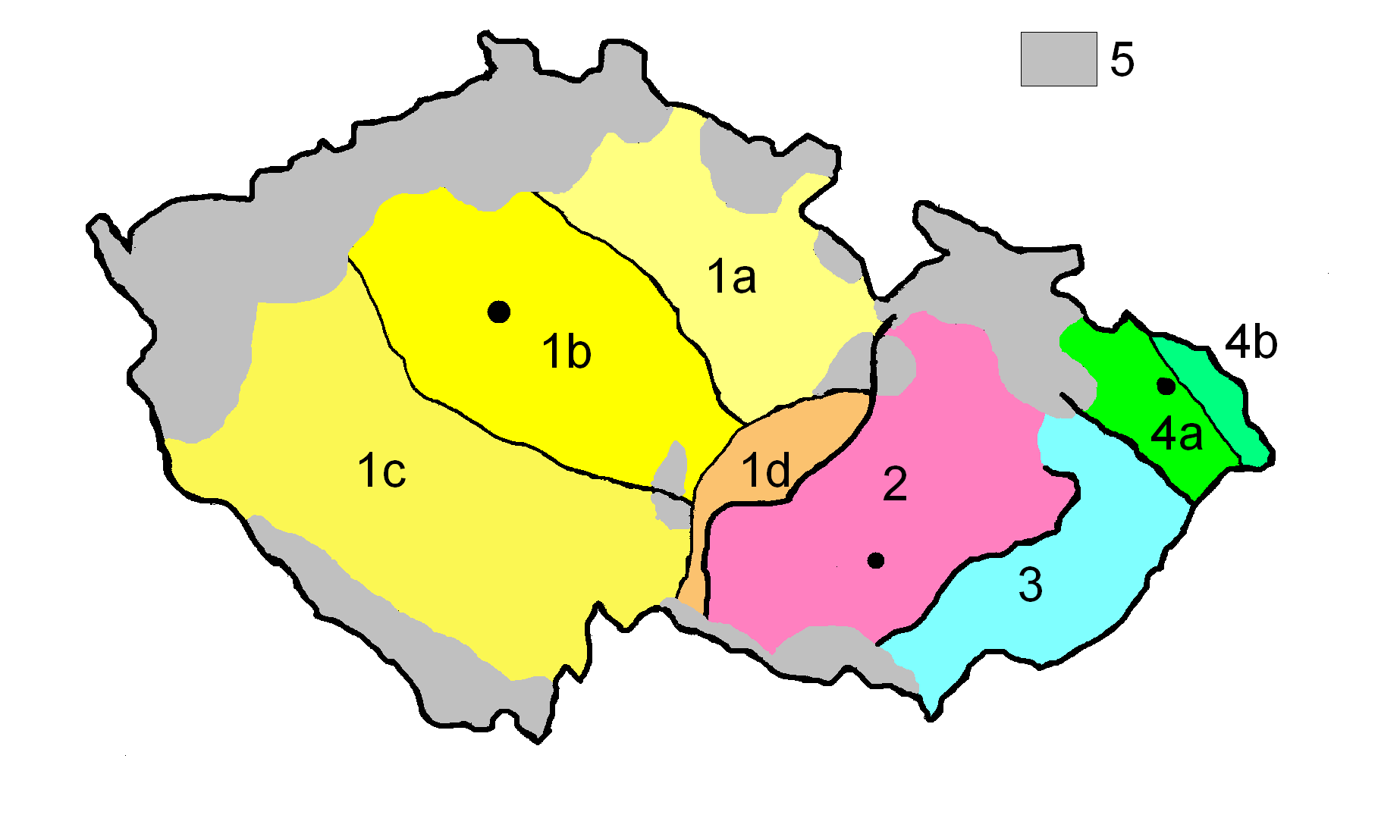
Nářečí češtiny:
1 – česká skupina (1a – severovýchodočeská podskupina, 1b – středočeská podskupina, 1c – jihozápadočeská podskupina, 1d – českomoravská podskupina
2 – středomoravská skupina
3 – východomoravská skupina
4 – slezská skupina (4a – slezskomoravská podskupina, 4b – slezskopolská podskupina)
5 – nářečně různorodé oblasti

Úředním jazykem je čeština, kterou většina obyvatel používá jako svůj mateřský jazyk. Nářečí češtiny se dělí na česká, středomoravská (hanácká), východomoravská (moravskoslovenská) a slezská. Pohraniční území osídlená před rokem 1945 Němci jsou nářečně různorodá.

### Náboženství
V Česku je vysoký podíl obyvatelstva bez vyznání (59 %), nejvyšší mezi zeměmi střední a západní Evropy. Převládajícím náboženstvím je římskokatolické (27 %).

### Sídla
Ve městech žije asi 71 % populace. V roce 2016 bylo na území Česka celkem 604 měst (z toho 26 statutárních). V Česku je celkem 6258 obcí (2016).
- Největší město: Praha (1 188 126 obyvatel, 31. 12. 2006).